# Vadim Kalmikov
Vadim Kalmikov es un deportista ucraniano que compitió para la Unión Soviética en atletismo adaptado. Ganó cinco medallas en los Juegos Paralímpicos de Verano en los años 1988 y 2000.

## Palmarés internacional
| Representando a la URSS |                      |                   |                      |
| Juegos Paralímpicos     |                      |                   |                      |
| Año                     | Lugar                | Medalla           | Prueba               |
| 1988                    | Seúl (Corea del Sur) | Medalla de oro    | Salto de altura B2   |
| 1988                    | Seúl (Corea del Sur) | Medalla de oro    | Salto de longitud B2 |
| 1988                    | Seúl (Corea del Sur) | Medalla de oro    | Triple salto B2      |
| 1988                    | Seúl (Corea del Sur) | Medalla de oro    | Pentatlón B2         |
| Representando a Ucrania |                      |                   |                      |
| Juegos Paralímpicos     |                      |                   |                      |
| Año                     | Lugar                | Medalla           | Prueba               |
| 2000                    | Sídney (Australia)   | Medalla de bronce | Pentatlón P12        |